# San Luis (Pampanga)
San Luis è una municipalità di quarta classe delle Filippine, situata nella Provincia di Pampanga, nella regione di Luzon Centrale.
San Luis è formata da 17 baranggay:
- San Agustin
- San Carlos
- San Isidro
- San Jose
- San Juan
- San Nicolas
- San Roque
- San Sebastian
- Santa Catalina
- Santa Cruz Pambilog
- Santa Cruz Poblacion
- Santa Lucia
- Santa Monica
- Santa Rita
- Santo Niño
- Santo Rosario
- Santo Tomas